# Sgorigrad-Nunatak
Der Sgorigrad-Nunatak (bulgarisch нунатак Згориград nunatak Sgorigrad) ist ein 800 m hoher und felsiger Nunatak im östlichen Teil des Desudawa-Gletschers an der Nordenskjöld-Küste des Grahamlands auf der Antarktischen Halbinsel. Er ragt 5,48 km ostsüdöstlich des Gusla Peak, 1,5 km südsüdwestlich des Wedrare-Nunataks und 2,8 km nordnordöstlich des Storgosia-Nunataks auf.
Britische Wissenschaftler kartierten ihn 1978. Die bulgarische Kommission für Antarktische Geographische Namen benannte ihn 2012 nach der Ortschaft Sgorigrad im Nordwesten Bulgariens.